# Mamadou Doumbia
Mamadou Doumbia (Abidjan, 3 dicembre 1980) è un ex calciatore ivoriano, di ruolo centrocampista.

## Caratteristiche tecniche
Giocava come difensore centrale.

## Carriera

### Club
Ha cominciato a giocare in patria, nell'ASEC Mimosas. In 6 anni di militanza ha vinto sette scudetti, due Coppe della Costa d'Avorio e tre Coppe Félix Houphouët-Boigny. Nel 2006 si è trasferito in Francia, all'Istres. Nel 2011 è passato al Le Mans. Nel gennaio 2013 si è trasferito in Kuwait, all'Al-Arabi. Nell'estate 2013 è tornato in Francia, all'Istres. Nel 2014 è stato acquistato dal Bastia, club con cui ha concluso la propria carriera da calciatore nel 2016.

### Nazionale
Ha debuttato in Nazionale il 6 febbraio 2007, nell'amichevole Costa d'Avorio-Guinea (1-0), subentrando a Kolo Touré al minuto 62. Ha collezionato in totale, con la maglia della Nazionale, 4 presenze.

## Statistiche

### Cronologia presenze e reti in nazionale
| Cronologia completa delle presenze e delle reti in nazionale ― Costa d'Avorio | Cronologia completa delle presenze e delle reti in nazionale ― Costa d'Avorio | Cronologia completa delle presenze e delle reti in nazionale ― Costa d'Avorio | Cronologia completa delle presenze e delle reti in nazionale ― Costa d'Avorio | Cronologia completa delle presenze e delle reti in nazionale ― Costa d'Avorio | Cronologia completa delle presenze e delle reti in nazionale ― Costa d'Avorio | Cronologia completa delle presenze e delle reti in nazionale ― Costa d'Avorio | Cronologia completa delle presenze e delle reti in nazionale ― Costa d'Avorio |
| Data                                                                          | Città                                                                         | In casa                                                                       | Risultato                                                                     | Ospiti                                                                        | Competizione                                                                  | Reti                                                                          | Note                                                                          |
| ----------------------------------------------------------------------------- | ----------------------------------------------------------------------------- | ----------------------------------------------------------------------------- | ----------------------------------------------------------------------------- | ----------------------------------------------------------------------------- | ----------------------------------------------------------------------------- | ----------------------------------------------------------------------------- | ----------------------------------------------------------------------------- |
| 6-2-2007                                                                      | Le Petit-Quevilly                                                             | Costa d'Avorio                                                                | 1 – 0                                                                         | Guinea                                                                        | Amichevole                                                                    | -                                                                             | 62’                                                                           |
| 21-3-2007                                                                     | Belle Vue Maurel                                                              | Mauritius                                                                     | 0 – 3                                                                         | Costa d'Avorio                                                                | Amichevole                                                                    | -                                                                             |                                                                               |
| 25-3-2007                                                                     | Antsirabe                                                                     | Madagascar                                                                    | 0 – 3                                                                         | Costa d'Avorio                                                                | Qual. Coppa d'Africa 2008                                                     | -                                                                             | 87’                                                                           |
| 22-8-2007                                                                     | Parigi                                                                        | Costa d'Avorio                                                                | 0 – 0                                                                         | Egitto                                                                        | Amichevole                                                                    | -                                                                             | 46’                                                                           |
| Totale                                                                        |                                                                               | Presenze                                                                      | 4                                                                             |                                                                               | Reti                                                                          | 0                                                                             |                                                                               |

## Palmarès

### Club

#### Competizioni nazionali
- Campionato ivoriano: 7

ASEC Mimosas: 2000, 2001, 2002, 2003, 2004, 2005, 2006
- Coppa della Costa d'Avorio: 2

ASEC Mimosas: 1997, 1999
- Coppe Félix Houphouët-Boigny: 3

ASEC Mimosas: 1997, 1998, 1999